# Баменда
Баменда (англ. Bamenda) — місто на заході Камеруну, адміністративний центр Північно-Західного регіону.

## Клімат
Місто знаходиться у зоні, котра характеризується кліматом тропічних саван. Найтепліший місяць — березень із середньою температурою 21.3 °C (70.4 °F). Найхолодніший місяць — липень, із середньою температурою 18.8 °С (65.8 °F).
| Клімат Баменди          | Клімат Баменди | Клімат Баменди | Клімат Баменди | Клімат Баменди | Клімат Баменди | Клімат Баменди | Клімат Баменди | Клімат Баменди | Клімат Баменди | Клімат Баменди | Клімат Баменди | Клімат Баменди | Клімат Баменди |
| Показник                | Січ.           | Лют.           | Бер.           | Квіт.          | Трав.          | Черв.          | Лип.           | Серп.          | Вер.           | Жовт.          | Лист.          | Груд.          | Рік            |
| Середній максимум, °C   | 25,9           | 26,8           | 26,3           | 25,6           | 24,8           | 23,9           | 22,1           | 22,1           | 23,9           | 23,4           | 24,2           | 25,5           | 24,5           |
| Середня температура, °C | 19,6           | 20,6           | 21,4           | 21,1           | 20,8           | 19,9           | 18,8           | 18,8           | 19,7           | 19,6           | 19,4           | 19,3           | 19,9           |
| Середній мінімум, °C    | 13,2           | 14,5           | 16,4           | 16,7           | 16,7           | 16             | 15,4           | 15,5           | 15,5           | 15,8           | 14,7           | 13,1           | 15,3           |
| Норма опадів, мм        | 11.6           | 29.4           | 118.9          | 178.1          | 175.3          | 266.7          | 410            | 411.9          | 389.7          | 227.8          | 31.6           | 9.1            | 2260.1         |
| Днів з дощем            | 2              | 3              | 12             | 19             | 21             | 24             | 27             | 27             | 27             | 23             | 6              | 1              | 192            |
| ----------------------- | -------------- | -------------- | -------------- | -------------- | -------------- | -------------- | -------------- | -------------- | -------------- | -------------- | -------------- | -------------- | -------------- |
| Джерело: Weatherbase    |                |                |                |                |                |                |                |                |                |                |                |                |                |